# De Havenkerk
De Havenkerk is een kerkgebouw aan de Ieplaan in de Zuid-Hollandse plaats Alblasserdam.

## Geschiedenis
De gereformeerde kerk van Alblasserdam stond vroeger aan de rivierdijk langs de Noord. Deze kerk, gebouwd in 1900, was te klein geworden voor de kerkgemeente. Besloten werd daarom dat er een nieuw kerkgebouw moest komen. In 1968 werden de plannen daarvoor openbaar gemaakt en met geld inzamelen begonnen. De eerste paal werd in augustus 1969 geslagen. De Havenkerk werd gesitueerd naast wijkcentrum 'Het Anker' uit 1958. De eerste dienst in het nieuwe gebouw aan de Ieplaan was op woensdag 2 september.

## Orgel
Het orgel is in 1970 gebouwd door de Fonteijn & Gaal (Amsterdam/Rotterdam). Adviseur was Feike Asma. Een groot deel van het pijpwerk is afkomstig van het orgel uit de oude gereformeerde kerk van Alblasserdam. Het was in 1956 door J.C. Sanders & Zoon uit Utrecht geleverd.

Dispositie
- Manuaal 1: Prestant 8' - Roerfluit 8' - Octaaf 4' - Spitsfluit 4' - Quint 2⅔' - Octaaf 2' - Mixtuur 1⅓' 4-5 sterk - Trompet 8' - Tremulant.
- Manuaal 2, in zwelkast: Holpijp 8' - Gamba 8' - Prestant 4' - Roerfluit 4' - Nasard 2⅔' - Gemshoorn 2' - Terts 1 3/5' - Quint 1⅓' - Scherp 1' 4 sterk - Dulciaan 16' - Hobo 8' - Tremulant.
- Pedaal: Subbas 16' - Octaaf 8' - Gedekt 8' (unit) - Octaaf 4' (unit) - Fagot 16' - Schalmei 4'.
- Koppelingen: P + I  /  P + II  /  I + II.
- Speelhulpen: 2 vrije combinaties - 4 vaste combinaties - Generaal Crescendo.

## Gemeente
Sinds januari 2021 is de gemeente van de Havenkerk gefuseerd met de gemeente van de Ontmoetingskerk tot protestantse wijkgemeente ‘De Brug’. 

## Links
- Website PGA De Brug